# Лабиринты прошлого
«Лабиринты прошлого» (исп. Todos lo saben, буквально — «Все знают») — испанский кинофильм иранского режиссёра Асгара Фархади, вышедший на экраны в 2018 году. Картина стала фильмом открытия 71-го Каннского международного кинофестиваля. Главные роли исполнили Хавьер Бардем и Пенелопа Крус.

## Сюжет
Лаура (Пенелопа Крус), живущая в Буэнос-Айресе испанка, приезжает в родной город, в окрестностях Мадрида со своими детьми. Это путешествие омрачают неожиданные происшествия и открывшиеся тайны.

## В ролях
- Хавьер Бардем — Пако
- Пенелопа Крус — Лаура
- Рикардо Дарин — Алехандро, муж Лауры
- Барбара Ленни — Беа, жена Пако
- Инма Куэста — Ана, сестра Лауры
- Эдуард Фернандес — Фернандо
- Эльвира Мингес — Мариана
- Карла Кампра — Ирене
- Рамон Бареа — Антонио

## Производство
«Лабиринты прошлого» — фильм французско-испанско-итальянского совместного производства, получивший финансирование от Canal+, Eurimages, France Télévisions, Ciné+, l’ICAA, Movistar и других компаний. Основные съёмки начались в августе 2017 года и закончились в декабре того же года. Большая их часть проходила в кастильском городе Торрелагуна.

## Критика
Фильм получил смешанные отзывы от русскоязычных кинокритиков, посмотревших его на каннской премьере 8 мая 2018 года. Кинокритик Егор Московитин отметил, что испаноязычный дебют Фархади не похож на его иранские драмы: «Извечная метафора Фархади — квартирный вопрос в тоталитарном государстве — на европейской почве начинает вести себя иначе: героев мучает не система, а постоянное совестливое участие всех вокруг». По мнению кинокритика Бориса Нелепо «Асгару Фархади подходит испанская фактура, и этот в высшей степени наивный фильм заканчивается традиционной испанской коплой». Энтони Дауд из The A.V. Club дал фильму оценку «B», заявив, что «Хавьер Бардем и Пенелопа Крус помогают разрушить проклятие премьеры Канн».

## Награды и номинации
- 2018 — участие в конкурсной программе Каннского кинофестиваля.
- 2019 — 8 номинаций на премию «Гойя»: лучший фильм, лучший режиссёр (Асгар Фархади), лучший оригинальный сценарий (Асгар Фархади), лучший актёр (Хавьер Бардем), лучшая актриса (Пенелопа Крус), лучший актёр второго плана (Эдуард Фернандес), лучший монтаж (Хайеде Сафияри), лучшая оригинальная песня («Una de esas noches sin final», Хавьер Лимон).